# John Nuraney
John Nuraney (31 octobre 1937-21 novembre 2016) est un homme politique canadien de la Colombie-Britannique. Il est député provincial libéral de la circonscription britanno-colombienne de Burnaby-Willingdon de 2001 à 2009,.

## Biographie
Né à Mombasa dans le comté de Mombasa dans la colonie du Kenya, Nuraney travaille dans le domaine des assurances à Londres, Zurich et au Zaïre. Il fait également un partenariat avec Decca Records à Bruxelles pour la distribution d'appareil électronique et de musique zaïroise. Il quitte le Zaïre pour Canada en 1974, après que ses avoirs et son entreprise soient nationalisés par le gouvernement zaïrois l'année précédente,. Installé à Vancouver, il travaille avec la firme d'assurance MacNaughton & Ward et comme agent d'immeuble en 1978 en Colombie-Britannique.
Installé à Vancouver, il travaille avec la firme d'assurance MacNaughton & Ward et comme agent d'immeuble en 1978 en Colombie-Britannique. En tant qu'agent, il remporte la médaille du Vancouver Real Estate Board's Medallion Status en 1977. Il continue dans le domaine des affaires entre autres par l'acquisition de sept franchises de la chaîne de restauration rapide A&W.
Après sa défaite lors de l'élection de 2009, malgré la victoire de son parti qui observe également son nombre de députés augmenter, Nuraney sert en tant que vice-président de l'association fédérale libérale de la circonscription de Cloverdale—Langley City.
Il s'implique également dans bon nombres d'organismes communautaires dont le Michael J. Fox Theatre, le club Rotary et un instigateur du projet Penny Harvest qui permet la distribution de repas pour les enfants de familles défavorisées.
Polyglotte, il parle six langues dont l'anglais, le français, le swahili, le lingala, l'hindi et le gujarati,.
Nuraney meurt à Surrey en novembre 2016 à l'âge de 79 ans. À la suite de son décès, la première ministre Christy Clark le décrit comme un gentleman avec un héritage de compassion.